# 伊甸社會福利基金會
財團法人伊甸社會福利基金會（英語：Eden Social Welfare Foundation），簡稱伊甸基金會，是於1982年12月1日成立的台灣身心障礙者權利團體。由已故的身障作家劉俠和六位朋友，於1982年12月1日創辦，有基督教長老教會的背景。
伊甸的服務對象，從成年身心障礙者職業訓練、就業輔導、心靈重建開始，進而延伸至發展遲緩兒的早期療育服務，以及高齡老人居家照顧。
伊甸秉持著「全人全生涯關懷」，提供身障者身、心、靈的完整服務。伊甸目前在全國已有超過100個服務據點，2,800多名工作人員，其中約五分之一為身心障礙者，每年服務超過40,000個因家人身體健康失衡，進而危及家庭經濟與婚姻經營的失能家庭。
除了直接服務，議題倡導與社教宣廣也是伊甸一直以來持續努力的面向，不僅開啟身心障礙者走上街頭、爭取權益的先例，更陸續透過各種形式的演出及活動參與，傳遞友善環境的觀念、分享感動人心的生命故事，發揮社會教育的正面影響力。

## 簡史

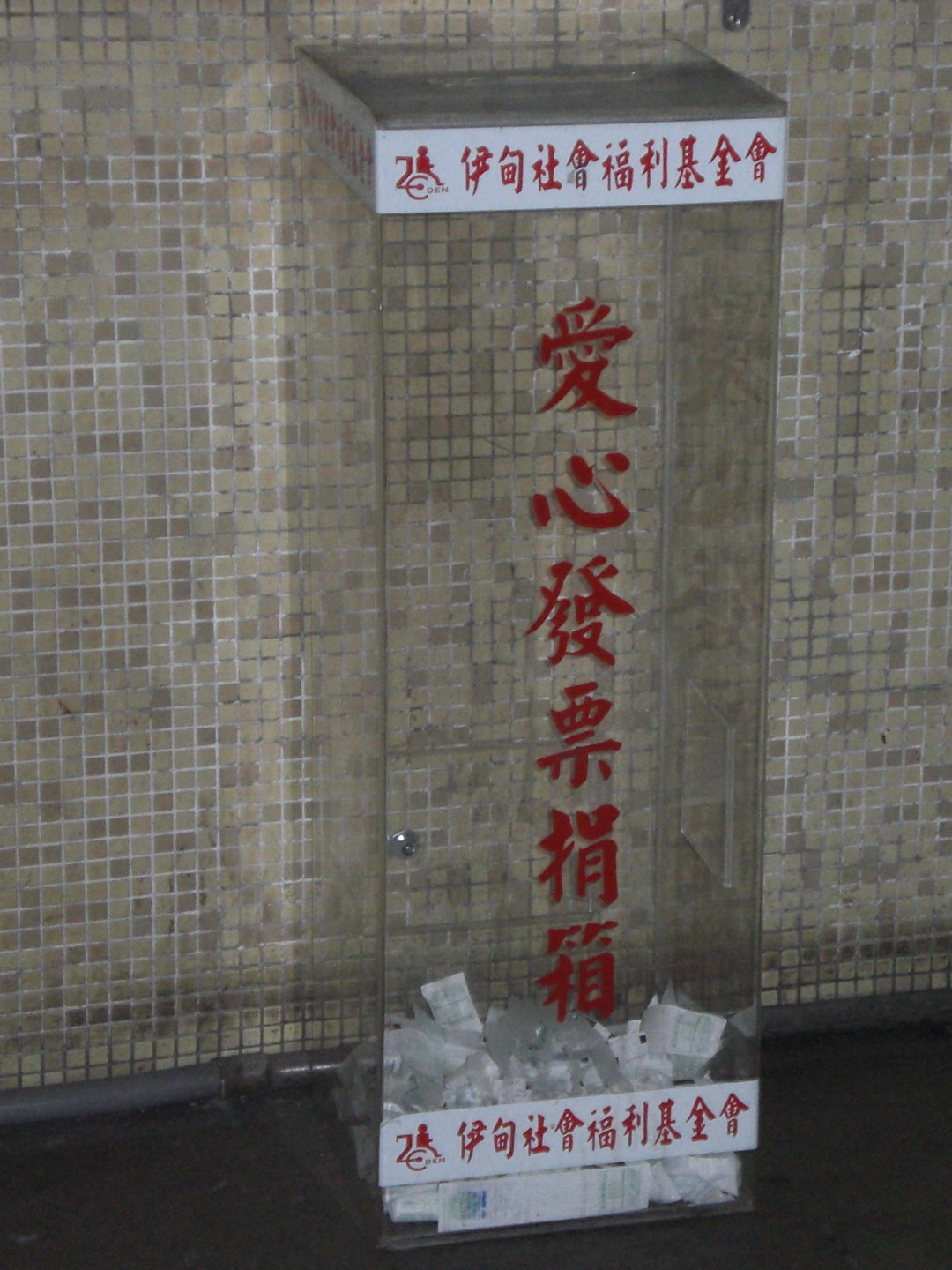
伊甸社會福利基金會設置於台鐵基隆車站內的統一發票募捐箱

已故的身障作家劉俠（筆名杏林子），因著上帝的呼召及一顆愛身心障礙者的同理心，捐出多年稿費，和六位志同道合的朋友，於1982年12月1日創辦了屬於身心障礙朋友的伊甸園-「伊甸基金會」。
伊甸秉持「服務弱勢、見證基督、推動雙福、領人歸主」的理念，與「哪裡有需要，哪裡就有伊甸」的初衷，將持續為這塊土地的弱勢族群服務。提供身心障礙朋友各項社會福利服務，並傳達基督救贖的訊息，落實福利與福音並重的使命。
從為身障者發聲爭取權益，到進入非營利事業管理模式，進而跨入國際，伊甸目前在全國超過130個服務據點，每年服務6萬個以上身心障礙及弱勢家庭。
伊甸基金會成立邁向42年，以「服務弱勢、見證基督、推動雙福、領人歸主」為服務宗旨。有鑑於台灣身心障礙人口已超過百萬人，且有七成以上是後天因素所造成，伊甸將繼續為弱勢族群爭取權益，並倡導更合理的社會福利政策與爭取社會福利預算，推動全人關懷，讓福音與福利得以實踐。

服務範圍：從國內到國外
伊甸的服務類型包括就學（融合教育、轉銜教育）、就業（職業訓練與輔導、就業媒合、支持性就業）、就養（24小時養護服務、居家照顧）、資源連結（整合連結社區、連結政府資源、經濟補助、諮詢、輔具、輔導、社區營造、親職講座）、療育（全國篩檢、偏遠義檢、早期療育）。
伊甸針對兒童、身心障礙者、老人等不同服務對象，提供直接與專業的社會服務，從成年身心障礙者職訓、就業輔導、心靈重建開始，進而延伸至發展遲緩兒的早期療育服務，以及高齡老人居家照顧。伊甸秉持著「全人全生涯關懷」，提供服務使用者身、心、靈的支持。此外，更將服務推廣到海外，不僅在越南成立服務中心、四川災後重建服務站以及成立海外服務營隊，秉持愛無國界的精神，服務在地、深耕全球。

## 服務對象
- 視障、盲人。
- 新移民家庭。
- 成年身心障礙者的職訓、就業輔導、心靈重建。
- 高齡長者服務及重殘、慢性疾病者之安養照顧服務。
- 發展遲緩兒童之早期療育服務。
- 國內外地雷受害者。

## 服務中心
伊甸基金會官網 各地服務據點查詢

伊甸基金會 捐款專案

- 基隆市身心障礙福利服務中心

地址：基隆市東信路282-45號
電話：(02)2466-2355
傳真：(02)2466-2357
- 基隆市輔具資源中心

地址：基隆市中正區新豐街251巷2弄5號2樓
電話：(02)2469-6966
傳真：(02)2469-6066
- 新北市三峽身心障礙福利服務中心

地址：新北市三峽區國光街12巷10號1樓
電話：(02)2674-1778
傳真：(02)2674-4380
- 新北市鶯歌大湖公共托老中心

地址：新北市鶯歌區大湖路338巷2號
電話：(02)2677-6759
傳真：(02)2677-6329
- 新北市愛滬發展中心

地址：新北市淡水區沙崙路300號9樓
電話：(02)2805-2056
傳真：(02)2805-2123
- 新北市小羊苗庇護工場

地址：新北市淡水區淡金路38巷94號
電話：(02)8626-0327
傳真：(02)8626-0327
- 台北市大龍養護中心

地址：103台北市大同區民族西路105號1-3樓號
電話：	(02)2587-5879
傳真：	(02)2587-5729

## 參看
- 杏林子

## 外部連結
- 伊甸基金會 官方網站（页面存档备份，存于）
- 伊甸基金會的Facebook專頁 （页面存档备份，存于）
- 伊甸基金會的Instagram帳戶
- YouTube上的伊甸基金會頻道（页面存档备份，存于）
- 伊甸基金會 Podcast 先來一杯我們再聊 （页面存档备份，存于）